# Lipník (district de Mladá Boleslav)
Pour les articles homonymes, voir Lipník.
Lipník (en allemand : Lipnik) est une commune du district de Mladá Boleslav, dans la région de Bohême-Centrale, en République tchèque. Sa population s'élevait à 364 habitants en 2020.

## Géographie
Lipník se trouve à 6,5 km à l'est-sud-est de Benátky nad Jizerou, à 15,5 km au sud de Mladá Boleslav et à 41 km au nord-est de Prague.
La commune est limitée par Čachovice au nord et au nord-est, par Všejany à l'est, par Milovice au sud, et par Benátky nad Jizerou à l'ouest et au nord.

## Histoire
La première mention écrite de la localité date de 1338.

## Transports
Par la route, Lipník se trouve à 8,5 km de Benátky nad Jizerou, à 25 km de Mladá Boleslav et à 49 km de Prague.